# Jahrtausendfeld

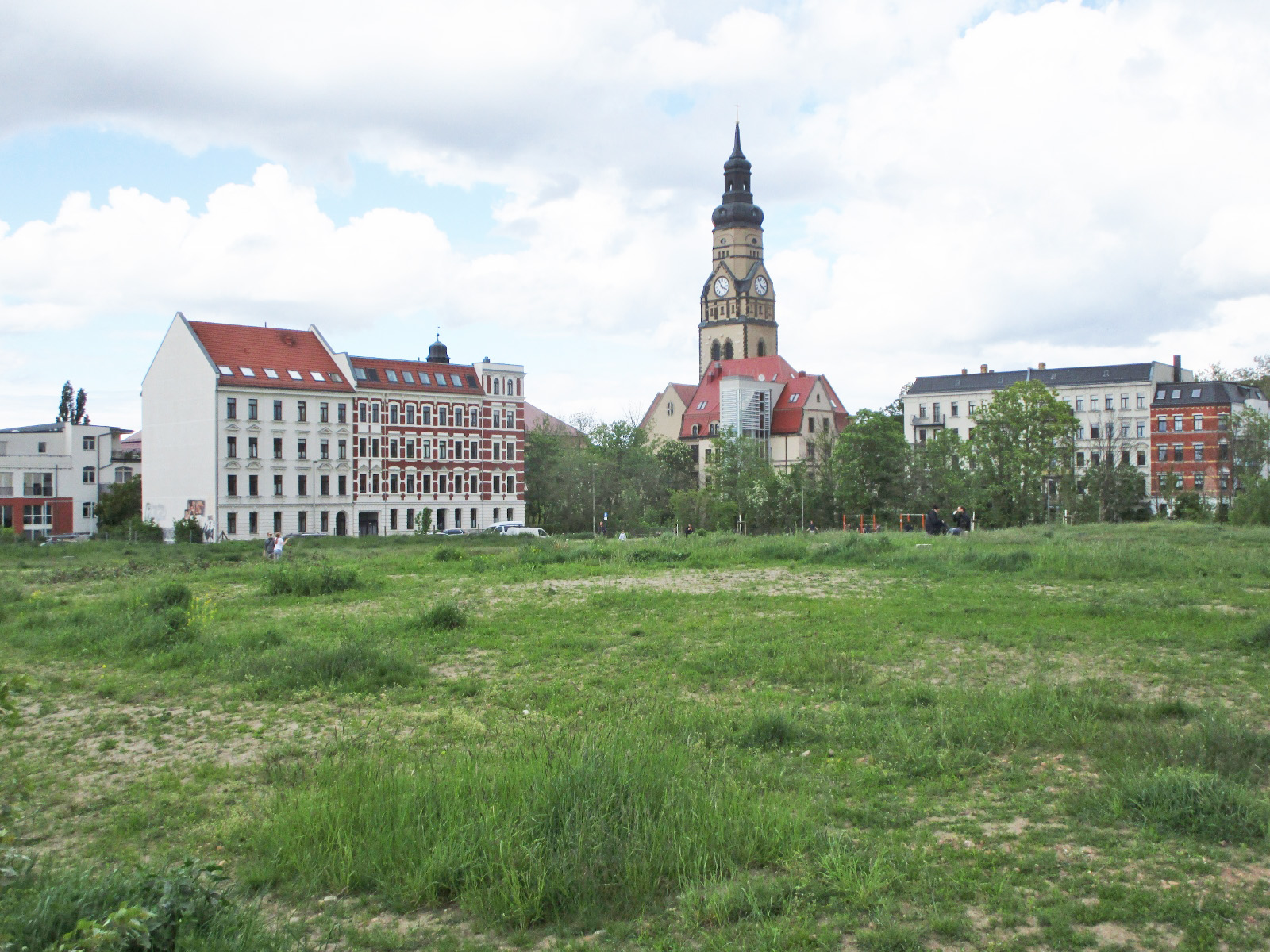
2024 liegt das seit der Expo 2000 sogenannte Jahrtausendfeld noch immer brach.

Das so genannte Jahrtausendfeld ist ein Grundstück in der Stadt Leipzig im Stadtteil Lindenau. Es wird von der Karl-Heine-Straße, Gießerstraße, Aurelienstraße und dem Karl-Heine-Kanal begrenzt.

## Geschichte
Das Grundstück mit einer Größe von ca. 23.000 m² wurde im Rahmen der Erschließung von Plagwitz durch den Industriellen Karl Heine ab 1867 von der damaligen Landmaschinenfabrik Rudolph Sack erworben und in mehreren Etappen bebaut. Nach 1946 wurde der enteignete Betrieb als Volkseigener Betrieb Leipziger Bodenbearbeitungsgeräte (BBG) fortgeführt. Nach Privatisierungsaktivitäten 1990 bis 1993 wurde der Betrieb in stark geschrumpfter Form noch bis 1998 fortgeführt. Auf den oberirdischen Abriss 1999 ohne Beräumung der Altlasten folgte 2000 im Rahmen der Leipziger Projekte zur EXPO 2000 die Anpflanzung von Roggen als Kunstaktion, wodurch vermutlich der Name entstand. An die von der Schaubühne Lindenfels initiierte Kunstaktion erinnert seit April 2018 die stählerne Skulptur MAN AND HORSES ON MILLENNIUM FIELD an der südöstlichen Ecke des Jahrtausendfelds.
Das brachliegende Grundstück wird seit langem durch Anwohner genutzt. Zum Beispiel bauten und nutzen Anwohner auf dem Gelände ein Volleyballfeld, wogegen der Eigentümer 2018 erfolglos klagte. Der Eigentümer selbst stellt Teile der Fläche in den Sommermonaten Wanderzirkussen als Spielstätte zur Verfügung.

## Geplante Bebauung
Der ursprünglich geplante Verkauf der Fläche durch den Eigentümer an die Stadt Leipzig zwecks Bau eines Schulzentrums ist nicht zustande gekommen.
Der Eigentümer der Fläche, der ebenfalls stellvertretender Vorsitzender der Stiftung der Leipzig International School ist, möchte diese als Schulcampus für selbige entwickeln. Dazu startete 2024 ein Dialogverfahren. Obwohl der Leipziger Stadtrat 2021 die Aufstellung eines Bebauungsplans beschlossen hatte, war Anfang 2024 geplant, den Eigentum nach §34 Baugesetzbuch bauen zu lassen. Dieser Plan wird sowohl von einigen Anwohnern, Leipziger Umweltverbänden sowie den Fraktionen der Parteien Die Linke und SPD kritisiert.
Im Januar 2025 beschloss der Stadtrat Leipzig, die Entwicklung der Baubrache und den Bau der Schule über einen Bebauungsplan im beschleunigten Verfahren zu begleiten und zu steuern. Dabei sollen die Ergebnisse des vorangegangenen Dialogverfahrens aufgegriffen werden und weiterentwickelt werden.

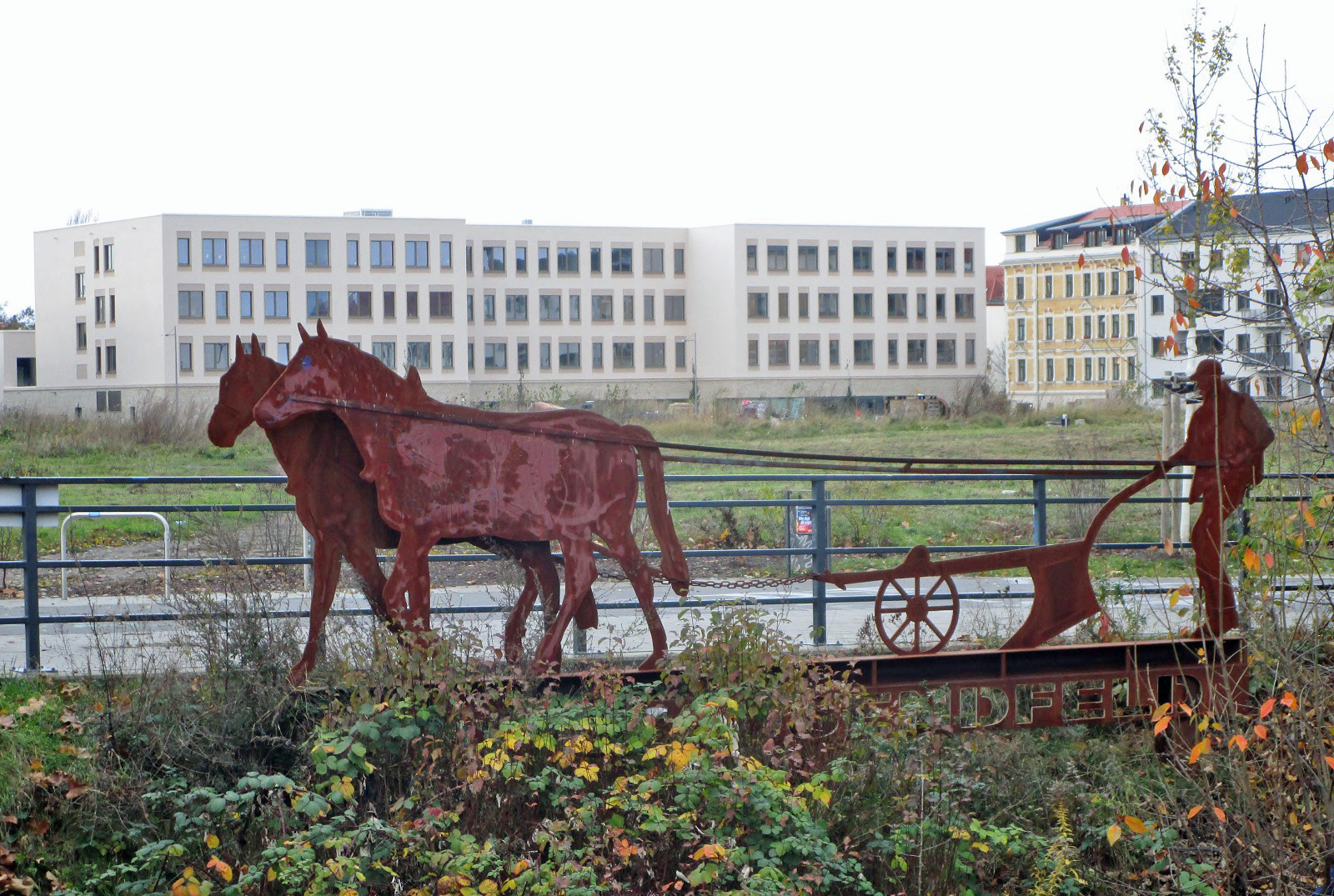
Kunstaktion am Jahrtausendfeld in Leipzig